# 北村晃寿
北村 晃寿（きたむら あきひさ、1962年 - ）は、日本の地質学者。専門は古生物学。学術博士。現日本古生物学会会長。

## 略歴
- 1962年　長野県長野市生まれ。
- 1981年　長野県長野高等学校卒業
- 1985年　金沢大学理学部地学科卒業
- 1987年　金沢大学大学院理学研究科地学専攻修了
- 1990年　金沢大学大学院自然科学研究科物質科学専攻修了、学術博士（金沢大学）～同専攻研究生。
- 1991年　京都大学理学部地質学鉱物学教室にて日本学術振興会特別研究員。
- 1993年　京都大学理学部地質学鉱物学教室にて研修員～静岡大学理学部地球科学科助手。
- 2001年　静岡大学理学部生物地球環境科学科助教授。
- 2007年　静岡大学理学部生物地球環境科学科准教授。
- 2013年　静岡大学大学院理学研究科教授。

## 受賞歴
- 1995年　日本地質学会研究奨励賞。（対象論文；北村晃寿，1992, 貝化石による古環境解析の時間的分解（前期更新世大桑層中部の場合））
- 2005年　日本第四紀学会論文賞。（論文題目；北村晃寿・木元克典「3.9 Ma から1.0 Ma の日本海の南方海峡の変遷史」）
- 2006年　日本古生物学会学術賞。（新生代後期の気候変動に対する貝類群集の応答）
- 2015年　日本古生物学会論文賞。（海底洞窟にすむ微小二枚貝の酸素同位体記録に基づく沖縄海域の現在の温暖化）

## 所属学会
日本古生物学会、日本地質学会、日本貝類学会、日本第四紀学会、日本堆積学会、日本ベントス学会、The Geological Society of America 

## トピックス
静岡県内を中心に、古津波による津波堆積物の調査を続けている。
- “津波石　下田で発見　安政東海地震で動く？　静大教授が特定”. 静岡新聞. (2014年2月27日) 2014年11月17日閲覧。
- “過去の巨大津波記録　静岡（想定被災地を歩く：37）”. 朝日新聞. (2013年3月20日) 2014年11月17日閲覧。

## 参考
- 『現代日本人名録2002』日外アソシエーツ